# Liausson
Liausson település Franciaországban, Hérault megyében. Lakosainak száma 153 fő (2022. január 1.). Liausson Clermont-l’Hérault, Mourèze és Octon községekkel határos.

## Népesség
A település népességének változása:
| Lakosok száma | 89   | 99   | 95   | 112  | 151  | 145  | 146  | 148  | 149  | 153  |
|               | 1968 | 1982 | 1990 | 2006 | 2013 | 2015 | 2017 | 2019 | 2020 | 2022 |